# Huitième circonscription de la Gironde
La huitième circonscription de la Gironde est l'une des douze circonscriptions législatives françaises que compte le département de la Gironde (33) situé en région Nouvelle-Aquitaine.

## Description géographique et démographique

### De 1958 à 1986
Le département avait dix circonscriptions.
La huitième circonscription de la Gironde était composée de :
- canton d'Auros
- canton de Branne
- canton de Cadillac
- canton de Langon
- canton de Monségur
- canton de Pellegrue
- canton de Podensac
- canton de La Réole
- canton de Saint-Macaire
- canton de Sauveterre-de-Guyenne
- canton de Targon

Source : Journal Officiel du 13-14 Octobre 1958.

### De 1988 à 2010
La huitième circonscription de la Gironde est délimitée par le découpage électoral de la loi n°86-1197 du 24 novembre 1986, elle regroupe les divisions administratives suivantes :
- canton d'Arcachon,
- canton d'Audenge,
- canton de Bazas,
- canton de Belin-Béliet,
- canton de Captieux,
- canton de Grignols,
- canton de Saint-Symphorien,
- canton de La Teste-de-Buch,
- canton de Villandraut.

C'est une des plus vastes circonscriptions de France, elle s'étend du bassin d'Arcachon, à Bazas en longeant le département des Landes
D'après le recensement de la population de 2019, réalisé par l'Institut national de la statistique et des études économiques (INSEE), la population totale de cette circonscription est estimée à 137 888 habitants,.

### Après 2010
Depuis le nouveau découpage électoral de début 2010, entré en application depuis les élections législatives de 2012, la huitième circonscription de la Gironde regroupe les cantons suivants :
- canton d'Arcachon,
- canton d'Audenge,
- canton de La Teste-de-Buch,

Depuis le redécoupage des cantons de 2014, les circonscriptions législatives ne sont plus composées de cantons entiers mais continuent à être définies selon les limites cantonales en vigueur en 2010. La huitième circonscription de la Gironde est ainsi composée des cantons actuels suivants :
- Canton d'Andernos-les-Bains
- Canton de Gujan-Mestras
- Canton de la Teste-de-Buch

## Historique des députations
| Législature | Début de mandat | Fin de mandat  | Député                                        | Parti politique | Observations |
| ----------- | --------------- | -------------- | --------------------------------------------- | --------------- | --- |
| VIIe        | 2 juillet 1981  | 1er avril 1986 | Pierre Lagorce                                | PS              | |
| VIIIe       | 2 avril 1986    | 14 mai 1988    | Robert Cazalet                                | UDF             | Proportionnelle par département, pas de député par circonscription. Mandat écourté à la suite d'une dissolution parlementaire décidée par François Mitterrand. |
| IXe         | 23 juin 1988    | 1er avril 1993 | Robert Cazalet                                | UDF             | |
| Xe          | 2 avril 1993    | 21 avril 1997  | Robert Cazalet,                               | UDF,            | Mandat écourté à la suite d'une dissolution parlementaire décidée par Jacques Chirac.                                                                          |
| XIe         | 12 juin 1997    | 18 juin 2002   | François Deluga                               | PS              | |
| XIIe        | 19 juin 2002    | 19 juin 2007   | Marie-Hélène des Esgaulx,                     | UMP,            | |
| XIIIe       | 20 juin 2007    | 19 juin 2012   | Marie-Hélène des Esgaulx puis François Deluga | UMP PS          | François Deluga (PS) est élu le 30 novembre 2008 à la faveur d'une élection partielle organisée à la suite de l'élection de Marie-Hélène des Esgaulx au Sénat  |
| XIVe        | 20 juin 2012    | 20 juin 2017   | Yves Foulon                                   | UMP             | |
| XVe         | 21 juin 2017    | 21 juin 2022   | Sophie Panonacle                              | LREM            | |
| XVIe        | 22 juin 2022    | 9 juin 2024    | Sophie Panonacle                              | LREM            | Mandat écourté à la suite d'une dissolution parlementaire décidée par Emmanuel Macron.                                                                         |
| XVIIe       | 8 juillet 2024  | En cours       | Sophie Panonacle                              | Renaissance     | |

## Historique des élections

### Élections de 1958
| Candidat       | Candidat         | Parti          | Premier tour | Premier tour | Second tour | Second tour |  |
| Candidat       | Candidat         | Parti          | Voix         | %            | Voix        | %           |  |
| -------------- | ---------------- | -------------- | ------------ | ------------ | ----------- | ----------- |  |
|                | Jean Sourbet élu | CNIP           | 18 092       | 40,9         | 20 700      | 47,06       |  |
|                | Jean Grandrémy   | Extrême droite | 10 957       | 24,77        | 16 614      | 37,77       |  |
|                | Jean Lafourcade  | PCF            | 6 170        | 13,95        | 6 671       | 15,17       |  |
|                | Georges Laforce  | SFIO           | 5 678        | 12,84        | Retrait     | Retrait     |  |
|                | André Ver        | Radsoc         | 3 338        | 7,55         | Retrait     | Retrait     |  |
|                |                  |                |              |              |             |             |  |
| Inscrits       | Inscrits         | Inscrits       | 60 416       | 100,00       | 60 279      | 100,00      |  |
| Abstentions    | Abstentions      | Abstentions    | 14 993       | 24,82        | 15 025      | 24,93       |  |
| Votants        | Votants          | Votants        | 45 423       | 75,18        | 45 254      | 75,07       |  |
| Blancs et nuls | Blancs et nuls   | Blancs et nuls | 1 188        | 2,62         | 1 269       | 2,8         |  |
| Exprimés       | Exprimés         | Exprimés       | 44 235       | 97,38        | 43 985      | 97,2        |  |

Robert Barrière, propriétaire exploitant, conseiller municipal de Saint-Romain-de-Vignague, conseiller général du canton de Sauveterre-de-Guyenne était le suppléant de Jean Sourbet.

### Élections de 1962
| Candidat       | Candidat                   | Parti          | Premier tour | Premier tour | Second tour | Second tour |  |
| Candidat       | Candidat                   | Parti          | Voix         | %            | Voix        | %           |  |
| -------------- | -------------------------- | -------------- | ------------ | ------------ | ----------- | ----------- |  |
|                | Jean Sourbet sortant réélu | CNIP           | 12 295       | 32,7         | 16 916      | 41,32       |  |
|                | Cyrille Azzola             | UNR-UDT        | 10 360       | 27,56        | 13 990      | 34,18       |  |
|                | Jean Lafourcade            | PCF            | 6 570        | 17,48        | 10 030      | 24,5        |  |
|                | René-William Thorp         | Radsoc         | 4 356        | 11,59        | Retrait     | Retrait     |  |
|                | André Mourlanne            | SFIO           | 4 015        | 10,68        | Retrait     | Retrait     |  |
|                |                            |                |              |              |             |             |  |
| Inscrits       | Inscrits                   | Inscrits       | 59 437       | 100,00       | 59 452      | 100,00      |  |
| Abstentions    | Abstentions                | Abstentions    | 20 633       | 34,71        | 17 492      | 29,42       |  |
| Votants        | Votants                    | Votants        | 38 804       | 65,29        | 41 960      | 70,58       |  |
| Blancs et nuls | Blancs et nuls             | Blancs et nuls | 1 208        | 3,11         | 1 024       | 2,44        |  |
| Exprimés       | Exprimés                   | Exprimés       | 37 596       | 96,89        | 40 936      | 97,56       |  |

Robert Barrière était le suppléant de Jean Sourbet. Il devient député le 21 décembre 1962, au décès de Jean Sourbet.

### Élections de 1967
| Candidat       | Candidat                | Parti          | Premier tour | Premier tour | Second tour | Second tour |  |
| Candidat       | Candidat                | Parti          | Voix         | %            | Voix        | %           |  |
| -------------- | ----------------------- | -------------- | ------------ | ------------ | ----------- | ----------- |  |
|                | Cyrille Azzola          | UD-Ve          | 12 234       | 25,92        | 18 576      | 39,22       |  |
|                | Pierre Lagorce élu      | FGDS (SFIO)    | 11 820       | 25,04        | 28 789      | 60,78       |  |
|                | Robert Barrière sortant | CNIP (PDM)     | 10 909       | 23,11        | Retrait     | Retrait     |  |
|                | Jean Lafourcade         | PCF            | 10 052       | 21,3         | Retrait     | Retrait     |  |
|                | Paul Estèbe             | Modérés        | 2 184        | 4,63         |             |             |  |
|                |                         |                |              |              |             |             |  |
| Inscrits       | Inscrits                | Inscrits       | 59 290       | 100,00       | 59 297      | 100,00      |  |
| Abstentions    | Abstentions             | Abstentions    | 10 929       | 18,43        | 10 461      | 17,64       |  |
| Votants        | Votants                 | Votants        | 48 361       | 81,57        | 48 836      | 82,36       |  |
| Blancs et nuls | Blancs et nuls          | Blancs et nuls | 1 162        | 2,4          | 1 471       | 3,01        |  |
| Exprimés       | Exprimés                | Exprimés       | 47 199       | 97,6         | 47 365      | 96,99       |  |

Le suppléant de Pierre Lagorce était Volny Favory, vétérinaire, exploitant agricole, maire de Blasimon.

### Élections de 1968
| Candidat       | Candidat                     | Parti          | Premier tour | Premier tour | Second tour | Second tour |  |
| Candidat       | Candidat                     | Parti          | Voix         | %            | Voix        | %           |  |
| -------------- | ---------------------------- | -------------- | ------------ | ------------ | ----------- | ----------- |  |
|                | Pierre Lagorce sortant réélu | FGDS (SFIO)    | 14 477       | 31,08        | 25 169      | 54,88       |  |
|                | Cyrille Azzola               | UDR (URP)      | 13 716       | 29,44        | 20 689      | 45,12       |  |
|                | François Poutays             | CD (PDM)       | 10 394       | 22,31        | Retrait     | Retrait     |  |
|                | Jean Lafourcade              | PCF            | 7 998        | 17,17        | Retrait     | Retrait     |  |
|                |                              |                |              |              |             |             |  |
| Inscrits       | Inscrits                     | Inscrits       | 58 986       | 100,00       | 59 013      | 100,00      |  |
| Abstentions    | Abstentions                  | Abstentions    | 11 731       | 19,89        | 11 934      | 20,22       |  |
| Votants        | Votants                      | Votants        | 47 255       | 80,11        | 47 079      | 79,78       |  |
| Blancs et nuls | Blancs et nuls               | Blancs et nuls | 670          | 1,42         | 1 221       | 2,59        |  |
| Exprimés       | Exprimés                     | Exprimés       | 46 585       | 98,58        | 45 858      | 97,41       |  |

Le suppléant de Pierre Lagorce était Volny Favory.

### Élections de 1973
| Candidat       | Candidat                     | Parti               | Premier tour | Premier tour | Second tour | Second tour |  |
| Candidat       | Candidat                     | Parti               | Voix         | %            | Voix        | %           |  |
| -------------- | ---------------------------- | ------------------- | ------------ | ------------ | ----------- | ----------- |  |
|                | Pierre Lagorce sortant réélu | PS (UGSD)           | 17 255       | 35,7         | 28 062      | 57,45       |  |
|                | Jean-Pierre Mévellec         | Divers droite (URP) | 13 814       | 28,58        | 20 783      | 42,55       |  |
|                | Jean Lafourcade              | PCF                 | 9 873        | 20,42        | Retrait     | Retrait     |  |
|                | Guy Chatelard                | Rad (MR)            | 4 161        | 8,61         |             |             |  |
|                | Bernard Damart               | Divers droite       | 3 235        | 6,69         |             |             |  |
|                |                              |                     |              |              |             |             |  |
| Inscrits       | Inscrits                     | Inscrits            | 59 972       | 100,00       | 60 102      | 100,00      |  |
| Abstentions    | Abstentions                  | Abstentions         | 10 646       | 17,75        | 10 104      | 16,81       |  |
| Votants        | Votants                      | Votants             | 49 326       | 82,25        | 49 998      | 83,19       |  |
| Blancs et nuls | Blancs et nuls               | Blancs et nuls      | 988          | 2            | 1 153       | 2,31        |  |
| Exprimés       | Exprimés                     | Exprimés            | 48 338       | 98           | 48 845      | 97,69       |  |

Le suppléant de Pierre Lagorce était Pierre Uteau, premier adjoint au maire de La Réole.

### Élections de 1978
| Candidat       | Candidat                     | Parti              | Premier tour | Premier tour | Second tour | Second tour |  |
| Candidat       | Candidat                     | Parti              | Voix         | %            | Voix        | %           |  |
| -------------- | ---------------------------- | ------------------ | ------------ | ------------ | ----------- | ----------- |  |
|                | Pierre Lagorce sortant réélu | PS                 | 20 801       | 38,01        | 33 206      | 59,47       |  |
|                | Jean-Michel Jardry           | UDF (PR)           | 12 872       | 23,52        | 22 633      | 40,53       |  |
|                | Jean Lafourcade              | PCF                | 12 387       | 22,64        | Retrait     | Retrait     |  |
|                | Philippe Briol               | Divers droite (DC) | 5 966        | 10,9         |             |             |  |
|                | Bernard Damart               | Divers droite      | 1 418        | 2,59         |             |             |  |
|                | Anne-Marie Pouquet           | LO                 | 1 276        | 2,33         |             |             |  |
|                |                              |                    |              |              |             |             |  |
| Inscrits       | Inscrits                     | Inscrits           | 66 215       | 100,00       | 66 297      | 100,00      |  |
| Abstentions    | Abstentions                  | Abstentions        | 10 174       | 15,37        | 9 346       | 14,1        |  |
| Votants        | Votants                      | Votants            | 56 041       | 84,63        | 56 951      | 85,9        |  |
| Blancs et nuls | Blancs et nuls               | Blancs et nuls     | 1 321        | 2,36         | 1 112       | 1,95        |  |
| Exprimés       | Exprimés                     | Exprimés           | 54 720       | 97,64        | 55 839      | 98,05       |  |

Le suppléant de Pierre Lagorce était Robert Servant, professeur, maire de Monségur, conseiller général du canton de Monségur.

### Élections de 1981
|                | Pierre Lagorce sortant réélu | PS             | 24 674 | 50,69  |  |  |  |
|                | Bertrand Perret              | RPR (UNM)      | 8 650  | 17,77  |  |  |  |
|                | Jean Lafourcade              | PCF            | 7 901  | 16,23  |  |  |  |
|                | Jean-Michel Jardry           | UDF (PR)       | 7 448  | 15,30  |  |  |  |
|                |                              |                |        |        |  |  |  |
| Inscrits       | Inscrits                     | Inscrits       | 68 069 | 100,00 |  |  |  |
| Abstentions    | Abstentions                  | Abstentions    | 18 682 | 27,45  |  |  |  |
| Votants        | Votants                      | Votants        | 49 387 | 72,55  |  |  |  |
| Blancs et nuls | Blancs et nuls               | Blancs et nuls | 714    | 1,45   |  |  |  |
| Exprimés       | Exprimés                     | Exprimés       | 48 673 | 98,55  |  |  |  |

Le suppléant de Pierre Lagorce était Robert Servant.

### Élections de 1988
| Candidat       | Candidat                     | Parti          | Premier tour | Premier tour | Second tour | Second tour |  |
| Candidat       | Candidat                     | Parti          | Voix         | %            | Voix        | %           |  |
| -------------- | ---------------------------- | -------------- | ------------ | ------------ | ----------- | ----------- |  |
|                | Kléber Haye                  | PS             | 22 673       | 39,97        | 29 831      | 48,62       |  |
|                | Robert Cazalet sortant réélu | UDF (PR) (URC) | 22 349       | 39,4         | 31 522      | 51,38       |  |
|                | Jack Hennequin               | FN             | 4 619        | 8,14         |             |             |  |
|                | Claude Espied                | Divers droite  | 3 741        | 6,59         |             |             |  |
|                | Jean Barrière                | PCF            | 3 343        | 5,89         |             |             |  |
|                |                              |                |              |              |             |             |  |
| Inscrits       | Inscrits                     | Inscrits       | 82 313       | 100,00       | 82 201      | 100,00      |  |
| Abstentions    | Abstentions                  | Abstentions    | 24 784       | 30,11        | 19 714      | 23,98       |  |
| Votants        | Votants                      | Votants        | 57 529       | 69,89        | 62 487      | 76,02       |  |
| Blancs et nuls | Blancs et nuls               | Blancs et nuls | 804          | 1,4          | 1 134       | 1,81        |  |
| Exprimés       | Exprimés                     | Exprimés       | 56 725       | 98,6         | 61 353      | 98,19       |  |

Le suppléant de Robert Cazalet était Pierre Espagnet, conseiller général du canton de Grignols, maire de Lerm-et-Musset.

### Élections de 1993
| Candidat       | Candidat                     | Parti          | Premier tour | Premier tour | Second tour | Second tour |  |
| Candidat       | Candidat                     | Parti          | Voix         | %            | Voix        | %           |  |
| -------------- | ---------------------------- | -------------- | ------------ | ------------ | ----------- | ----------- |  |
|                | Robert Cazalet sortant réélu | UDF (PR)       | 21 820       | 36,47        | 34 370      | 59,84       |  |
|                | Jean-Francois Acot-Mirande   | PS (ADFP)      | 10 548       | 17,63        | 23 062      | 40,16       |  |
|                | Jean Seinlary                | CPNT           | 6 588        | 11,01        |             |             |  |
|                | Claude Gamelin               | FN             | 6 047        | 10,11        |             |             |  |
|                | Claude Espied                | CNIP           | 5 314        | 8,88         |             |             |  |
|                | André Falguière              | GÉ (EÉ)        | 3 514        | 5,87         |             |             |  |
|                | Pierre Cléaz                 | PCF            | 3 432        | 5,74         |             |             |  |
|                | Aline Porras                 | LT-LNÉ         | 1 342        | 2,24         |             |             |  |
|                | Michel Page                  | diss. UDF      | 941          | 1,57         |             |             |  |
|                | Michel Touya                 | PLN            | 284          | 0,47         |             |             |  |
|                |                              |                |              |              |             |             |  |
| Inscrits       | Inscrits                     | Inscrits       | 88 967       | 100,00       | 88 967      | 100,00      |  |
| Abstentions    | Abstentions                  | Abstentions    | 26 119       | 29,36        | 26 772      | 30,09       |  |
| Votants        | Votants                      | Votants        | 62 848       | 70,64        | 62 195      | 69,91       |  |
| Blancs et nuls | Blancs et nuls               | Blancs et nuls | 3 018        | 4,8          | 4 763       | 7,66        |  |
| Exprimés       | Exprimés                     | Exprimés       | 59 830       | 95,2         | 57 432      | 92,34       |  |

Le suppléant de Robert Cazalet était Pierre Espagnet.

### Élections de 1997
| Candidat       | Candidat               | Parti          | Premier tour | Premier tour | Second tour | Second tour |  |
| Candidat       | Candidat               | Parti          | Voix         | %            | Voix        | %           |  |
| -------------- | ---------------------- | -------------- | ------------ | ------------ | ----------- | ----------- |  |
|                | François Deluga élu    | PS             | 20 505       | 33,06        | 33 894      | 51,94       |  |
|                | Robert Cazalet sortant | UDF (PR)       | 15 355       | 24,76        | 31 368      | 48,06       |  |
|                | Claude Espied          | diss. UDF      | 8 612        | 13,89        |             |             |  |
|                | Colette Monier         | FN             | 7 796        | 12,57        |             |             |  |
|                | Pierre Cléaz           | PCF            | 4 021        | 6,48         |             |             |  |
|                | Jack Hennequin         | LDI (CNIP)     | 1 939        | 3,13         |             |             |  |
|                | Michel Daverat         | Les Verts      | 1 189        | 1,92         |             |             |  |
|                | Jean-Jacky Magne       | GÉ             | 1 084        | 1,75         |             |             |  |
|                | Claude Pommier         | US4J           | 768          | 1,24         |             |             |  |
|                | Jean-Pierre Brieuc     | MÉI            | 638          | 1,03         |             |             |  |
|                | Michel Daverat         | PLN            | 113          | 0,18         |             |             |  |
|                |                        |                |              |              |             |             |  |
| Inscrits       | Inscrits               | Inscrits       | 92 370       | 100,00       | 92 365      | 100,00      |  |
| Abstentions    | Abstentions            | Abstentions    | 26 979       | 29,21        | 23 392      | 25,33       |  |
| Votants        | Votants                | Votants        | 65 391       | 70,79        | 68 973      | 74,67       |  |
| Blancs et nuls | Blancs et nuls         | Blancs et nuls | 3 371        | 5,16         | 3 711       | 5,38        |  |
| Exprimés       | Exprimés               | Exprimés       | 62 020       | 94,84        | 65 262      | 94,62       |  |

Le suppléant de François Deluga était Yvon Le Yondre, salarié d'un organisme agricole, conseiller général du canton de Grignols.

### Élections de 2002
| Candidat       | Candidat                      | Parti            | Premier tour | Premier tour | Second tour | Second tour |  |
| Candidat       | Candidat                      | Parti            | Voix         | %            | Voix        | %           |  |
| -------------- | ----------------------------- | ---------------- | ------------ | ------------ | ----------- | ----------- |  |
|                | François Deluga sortant       | PS               | 22 736       | 31,77        | 31 627      | 47,48       |  |
|                | Marie-Hélène des Esgaulx élue | UMP              | 19 234       | 26,88        | 34 982      | 52,52       |  |
|                | Yves Foulon                   | Divers droite    | 11 400       | 15,93        |             |             |  |
|                | Colette Calichon              | FN               | 6 630        | 9,27         |             |             |  |
|                | Victor Alcaraz                | CPNT             | 3 719        | 5,2          |             |             |  |
|                | Michel Daverat                | Les Verts        | 1 600        | 2,24         |             |             |  |
|                | Marie-Paule Dambrain          | PCF              | 1 237        | 1,73         |             |             |  |
|                | Bruno Cahour                  | Extrême droite   | 1 189        | 1,66         |             |             |  |
|                | Patrice Lucine                | RPF              | 659          | 0,92         |             |             |  |
|                | Monique Nicolas               | LCR              | 612          | 0,86         |             |             |  |
|                | Kléber Haye                   | Pôle républicain | 599          | 0,84         |             |             |  |
|                | Solange Texier                | LO               | 505          | 0,71         |             |             |  |
|                | Raymond Fraiche               | Divers           | 464          | 0,65         |             |             |  |
|                | Claude Thuillier              | MNR              | 435          | 0,61         |             |             |  |
|                | Yves Marty                    | Divers droite    | 330          | 0,46         |             |             |  |
|                | Antoine Delebecque            | MPF              | 206          | 0,29         |             |             |  |
|                |                               |                  |              |              |             |             |  |
| Inscrits       | Inscrits                      | Inscrits         | 105 638      | 100,00       | 105 636     | 100,00      |  |
| Abstentions    | Abstentions                   | Abstentions      | 32 893       | 31,14        | 36 614      | 34,66       |  |
| Votants        | Votants                       | Votants          | 72 745       | 68,86        | 69 022      | 65,34       |  |
| Blancs et nuls | Blancs et nuls                | Blancs et nuls   | 1 190        | 1,64         | 2 413       | 3,5         |  |
| Exprimés       | Exprimés                      | Exprimés         | 71 555       | 98,36        | 66 609      | 96,5        |  |

Le suppléant de Marie-Hélène des Esgaulx était Jean Darremont, chirurgien-dentiste, maire de Cudos, conseiller général du canton de Bazas.

### Élections de 2007
| Candidat       | Candidat                                 | Parti          | Premier tour | Premier tour | Second tour | Second tour |  |
| Candidat       | Candidat                                 | Parti          | Voix         | %            | Voix        | %           |  |
| -------------- | ---------------------------------------- | -------------- | ------------ | ------------ | ----------- | ----------- |  |
|                | Marie-Hélène des Esgaulx sortante réélue | UMP            | 36 538       | 47,55        | 40 852      | 54,13       |  |
|                | François Deluga                          | PS             | 24 207       | 31,5         | 24 614      | 45,87       |  |
|                | Sophie Mette                             | UDF–MoDem      | 5 272        | 6,86         |             |             |  |
|                | Lydie Croizier                           | FN             | 2 119        | 2,76         |             |             |  |
|                | Philippe Sébie                           | CPNT           | 1 997        | 2,6          |             |             |  |
|                | Élisabeth Rezer-Sandillon                | Les Verts      | 1 961        | 2,55         |             |             |  |
|                | Monique Nicolas                          | LCR            | 1 539        | 2            |             |             |  |
|                | Anne-Marie Kolli                         | PCF            | 1 320        | 1,72         |             |             |  |
|                | François-Régis Taveau                    | MPF            | 663          | 0,86         |             |             |  |
|                | Christian Meynard                        | Divers         | 520          | 0,68         |             |             |  |
|                | Solange Texier                           | LO             | 453          | 0,59         |             |             |  |
|                | Michel Salardaine                        | MNR            | 249          | 0,32         |             |             |  |
|                |                                          |                |              |              |             |             |  |
| Inscrits       | Inscrits                                 | Inscrits       | 119 365      | 100,00       | 119 359     | 100,00      |  |
| Abstentions    | Abstentions                              | Abstentions    | 41 481       | 34,75        | 41 872      | 35,08       |  |
| Votants        | Votants                                  | Votants        | 77 884       | 65,25        | 77 487      | 64,92       |  |
| Blancs et nuls | Blancs et nuls                           | Blancs et nuls | 1 046        | 1,34         | 2 021       | 2,61        |  |
| Exprimés       | Exprimés                                 | Exprimés       | 76 838       | 98,66        | 75 466      | 97,39       |  |

### Élection partielle de 2008
L'élection législative partielle de 2008 a eu lieu les dimanches 23 et 30 novembre 2008.
(à la suite de la démission de Marie-Hélène des Esgaulx, élue sénatrice le 21 septembre 2008).
| Candidat       | Candidat             | Parti          | Premier tour | Premier tour | Second tour | Second tour |  |
| Candidat       | Candidat             | Parti          | Voix         | %            | Voix        | %           |  |
| -------------- | -------------------- | -------------- | ------------ | ------------ | ----------- | ----------- |  |
|                | François Deluga élu  | PS             | 19 884       | 43,78        | 27 370      | 54,29       |  |
|                | Yves Foulon          | UMP            | 18 603       | 40,96        | 23 054      | 45,71       |  |
|                | Emmanuel Perrin      | CPNT           | 1 717        | 3,78         |             |             |  |
|                | Jacques Courmontagne | MoDem          | 1 621        | 3,57         |             |             |  |
|                | Monique Nicolas      | NPA            | 1 461        | 3,22         |             |             |  |
|                | Christian Darriet    | PCF            | 1 048        | 2,31         |             |             |  |
|                | Lydie Croizier       | FN             | 1 047        | 2,31         |             |             |  |
|                | Sébastien Jacques    | Divers         | 33           | 0,07         |             |             |  |
|                |                      |                |              |              |             |             |  |
| Inscrits       | Inscrits             | Inscrits       | 119 792      | 100,00       | 119 783     | 100,00      |  |
| Abstentions    | Abstentions          | Abstentions    | 73 343       | 61,23        | 67 815      | 56,61       |  |
| Votants        | Votants              | Votants        | 46 449       | 38,77        | 51 968      | 43,39       |  |
| Blancs et nuls | Blancs et nuls       | Blancs et nuls | 1 021        | 2,2          | 1 533       | 2,95        |  |
| Exprimés       | Exprimés             | Exprimés       | 45 428       | 97,8         | 50 435      | 97,05       |  |

### Élections de 2012
| Candidat       | Candidat                  | Parti          | Premier tour | Premier tour | Second tour | Second tour |  |
| Candidat       | Candidat                  | Parti          | Voix         | %            | Voix        | %           |  |
| -------------- | ------------------------- | -------------- | ------------ | ------------ | ----------- | ----------- |  |
|                | Yves Foulon élu           | UMP            | 22 217       | 38,07        | 30 043      | 51,10       |  |
|                | Nathalie Le Yondre        | PS             | 21 036       | 36,05        | 28 750      | 48,90       |  |
|                | Lydie Croizier            | RBM (FN)       | 6 282        | 10,76        |             |             |  |
|                | Alain Rigolet             | Divers droite  | 2 503        | 4,29         |             |             |  |
|                | Vital Baude               | EÉLV           | 2 133        | 3,65         |             |             |  |
|                | Melisande Elias           | FG (PCF) (PG)  | 1 998        | 3,42         |             |             |  |
|                | Jean-Louis Apeçarena      | MRC            | 430          | 0,74         |             |             |  |
|                | Élisabeth Rezer-Sandillon | Cap21          | 391          | 0,67         |             |             |  |
|                | Christian Meynard         | AÉI            | 382          | 0,65         |             |             |  |
|                | France Sibert             | DLR            | 359          | 0,62         |             |             |  |
|                | Monique Nicolas           | NPA            | 254          | 0,44         |             |             |  |
|                | Marie-Elise Lorblancher   | PCD            | 211          | 0,36         |             |             |  |
|                | Solange Texier            | LO             | 164          | 0,28         |             |             |  |
|                |                           |                |              |              |             |             |  |
| Inscrits       | Inscrits                  | Inscrits       | 97 831       | 100,00       | 97 831      | 100,00      |  |
| Abstentions    | Abstentions               | Abstentions    | 38 616       | 39,47        | 37 228      | 38,05       |  |
| Votants        | Votants                   | Votants        | 59 215       | 60,53        | 60 603      | 61,95       |  |
| Blancs et nuls | Blancs et nuls            | Blancs et nuls | 855          | 1,44         | 1 810       | 2,99        |  |
| Exprimés       | Exprimés                  | Exprimés       | 58 360       | 98,56        | 58 793      | 97,01       |  |

### Elections de 2017
Les élections législatives se sont déroulées les dimanches 11 et 18 juin 2017.
|                                                                            |                                                                                      |                           |                           |                          |                          |
|                                                                            |                                                                                      | Premier tour 11 juin 2017 | Premier tour 11 juin 2017 | Second tour 18 juin 2017 | Second tour 18 juin 2017 |
|                                                                            |                                                                                      |                           |                           |                          |                          |
|                                                                            |                                                                                      | Nombre                    | % des inscrits            | Nombre                   | % des inscrits           |
| Inscrits                                                                   | Inscrits                                                                             | 109 065                   | 100,00                    | 109 060                  | 100,00                   |
| Abstentions                                                                | Abstentions                                                                          | 52 880                    | 48,48                     | 59 820                   | 54,85                    |
| Votants                                                                    | Votants                                                                              | 56 185                    | 51,52                     | 49 240                   | 45,15                    |
|                                                                            |                                                                                      |                           | % des votants             |                          | % des votants            |
| Bulletins blancs                                                           | Bulletins blancs                                                                     | 617                       | 1,10                      | 3 145                    | 6,39                     |
| Bulletins nuls                                                             | Bulletins nuls                                                                       | 251                       | 0,45                      | 1 385                    | 2,81                     |
| Suffrages exprimés                                                         | Suffrages exprimés                                                                   | 55 317                    | 98,46                     | 44 710                   | 90,80                    |
|                                                                            |                                                                                      |                           |                           |                          |                          |
| Candidat Étiquette politique (partis et alliances)                         | Candidat Étiquette politique (partis et alliances)                                   | Voix                      | % des exprimés            | Voix                     | % des exprimés           |
|                                                                            |                                                                                      |                           |                           |                          |                          |
|                                                                            | Sophie Panonacle La République en marche                                             | 22 337                    | 40,38                     | 26 713                   | 59,75                    |
|                                                                            | Yves Foulon (député sortant) Les Républicains (Union des démocrates et indépendants) | 13 271                    | 23,99                     | 17 997                   | 40,25                    |
|                                                                            | Laurent Lamara Front national                                                        | 5 841                     | 10,56                     |                          |                          |
|                                                                            | Cécile Coti La France insoumise                                                      | 5 692                     | 10,29                     |                          |                          |
|                                                                            | Pierre Pradayrol Parti socialiste                                                    | 2 879                     | 5,20                      |                          |                          |
|                                                                            | Nicolas Dubot Europe Écologie Les Verts                                              | 1 983                     | 3,58                      |                          |                          |
|                                                                            | Anny Bey Divers droite                                                               | 1 316                     | 2,38                      |                          |                          |
|                                                                            | Sophie Le Page Debout la France                                                      | 1 047                     | 1,89                      |                          |                          |
|                                                                            | Danielle Trannoy Parti communiste français                                           | 428                       | 0,77                      |                          |                          |
|                                                                            | Fabienne Coulais Divers (Union populaire républicaine)                               | 304                       | 0,55                      |                          |                          |
|                                                                            | Solange Texier Lutte ouvrière                                                        | 219                       | 0,40                      |                          |                          |
| Source : Ministère de l'Intérieur - Huitième circonscription de la Gironde |                                                                                      |                           |                           |                          |                          |

### Élections de 2022
| Résultats des élections législatives des 12 et 19 juin 2022 de la 8e circonscription de Gironde |                                |                          |                          |              |              |             |             |
| Candidat                                                                                        | Candidat                       | Parti et coalition       | Nuance                   | Premier tour | Premier tour | Second tour | Second tour |
| Candidat                                                                                        | Candidat                       | Parti et coalition       | Nuance                   | Voix         | %            | Voix        | %           |
|                                                                                                 | Sophie Panonacle               | LREM (ENS)               | ENS                      | 20 943       | 35,02        | 31 442      | 60,00       |
|                                                                                                 | Laurent Lamara                 | RN                       | RN                       | 11 798       | 19,73        | 20 965      | 40,00       |
|                                                                                                 | Marylène Faure,                | PCF (NUPES)              | NUP                      | 11 269       | 18,84        |             |             |
|                                                                                                 | Marc Morin                     | LR (UDC)                 | LR                       | 5 964        | 9,97         |             |             |
|                                                                                                 | Alexane Isnard                 | REC                      | REC                      | 3 420        | 5,72         |             |             |
|                                                                                                 | Alain Chauteau                 | MDP (PRG)                | DVG                      | 2 211        | 3,70         |             |             |
|                                                                                                 | Hans Brustlé Santini           | PA                       | ECO                      | 852          | 1,42         |             |             |
|                                                                                                 | Eric Richon                    | SE                       | DIV                      | 831          | 1,39         |             |             |
|                                                                                                 | Lydie Rivault                  | LP (UPF)                 | DSV                      | 789          | 1,32         |             |             |
|                                                                                                 | Christele Portelas Lepelletier | SE                       | DVD                      | 753          | 1,26         |             |             |
|                                                                                                 | Véronique Rocchi               | SE                       | DIV                      | 590          | 0,99         |             |             |
|                                                                                                 | Rémy Costes                    | LO                       | DXG                      | 388          | 0,65         |             |             |
| Votes valides                                                                                   | Votes valides                  | Votes valides            | Votes valides            | 59 808       | 98,25        | 52 407      | 91,31       |
| Votes blancs                                                                                    | Votes blancs                   | Votes blancs             | Votes blancs             | 781          | 1,28         | 3 699       | 6,45        |
| Votes nuls                                                                                      | Votes nuls                     | Votes nuls               | Votes nuls               | 285          | 0,47         | 1 286       | 2,24        |
| Total                                                                                           | Total                          | Total                    | Total                    | 60 874       | 100          | 57 392      | 100         |
| Abstention                                                                                      | Abstention                     | Abstention               | Abstention               | 58 927       | 49,19        | 62 431      | 52,10       |
| Inscrits / participation                                                                        | Inscrits / participation       | Inscrits / participation | Inscrits / participation | 119 801      | 50,81        | 119 823     | 47,90       |

### Élections de 2024
| Candidat                 | Candidat                 | Parti et coalition       | Nuance                   | Premier tour | Premier tour | Second tour | Second tour |
| Candidat                 | Candidat                 | Parti et coalition       | Nuance                   | Voix         | %            | Voix        | %           |
| ------------------------ | ------------------------ | ------------------------ | ------------------------ | ------------ | ------------ | ----------- | ----------- |
|                          | Laurent Lamara           | RN                       | RN                       | 31 248       | 36,86        | 36 137      | 43,59       |
|                          | Sophie Panonacle         | RE (ENS)                 | ENS                      | 26 881       | 31,71        | 46 756      | 56,41       |
|                          | Marylène Faure           | PCF (NFP)                | UG                       | 15 849       | 18,70        | Retrait     | Retrait     |
|                          | Marc Morin               | LR (UDC)                 | LR                       | 8 673        | 10,23        |             |             |
|                          | Marie-Christine Caries   | REC                      | REC                      | 1 090        | 1,29         |             |             |
|                          | Rémy Coste               | LO                       | EXG                      | 898          | 1,06         |             |             |
|                          | Céline Blut              | SE                       | DIV                      | 137          | 0,16         |             |             |
|                          |                          |                          |                          |              |              |             |             |
| Votes valides            | Votes valides            | Votes valides            | Votes valides            | 84 776       | 97,55        | 82 893      | 95,28       |
| Votes blancs             | Votes blancs             | Votes blancs             | Votes blancs             | 1 463        | 1,68         | 3 023       | 3,47        |
| Votes nuls               | Votes nuls               | Votes nuls               | Votes nuls               | 663          | 0,76         | 1 085       | 1,25        |
| Total                    | Total                    | Total                    | Total                    | 86 902       | 100          | 87 001      | 100         |
| Abstention               | Abstention               | Abstention               | Abstention               | 34 656       | 28,51        | 34 580      | 28,44       |
| Inscrits / participation | Inscrits / participation | Inscrits / participation | Inscrits / participation | 121 558      | 71,49        | 121 581     | 71,56       |